# ماکسیم موروزوف
ماکسیم موروزوف (روسی: Максим Алентинович Морозов؛ زادهٔ ۲۸ سپتامبر ۱۹۷۸) بازیکن فوتبال اهل اوکراین است.
از باشگاه‌هایی که در آن بازی کرده‌است می‌توان به باشگاه فوتبال میکا، باشگاه فوتبال آتلانتاس، باشگاه فوتبال ینی‌سئی کراسنویارسک، و باشگاه فوتبال داریدا رایون مینسک اشاره کرد.